# 칼라미테스
칼라미테스(Calamites)는 현대의 속새속과 밀접한 관련이 있는 식물 속이다. 노목이라고도 한다. 몸 구조는 속새나 토필과 같지만, 2차 조직이 발달하여 높이 10m, 폭 30cm 이상의 큰 나무가 된다. 이들은 석탄기에 번성하여 인목·봉인목과 더불어 대삼림을 이루었으므로 석탄의 원료가 되었다.

## 특징

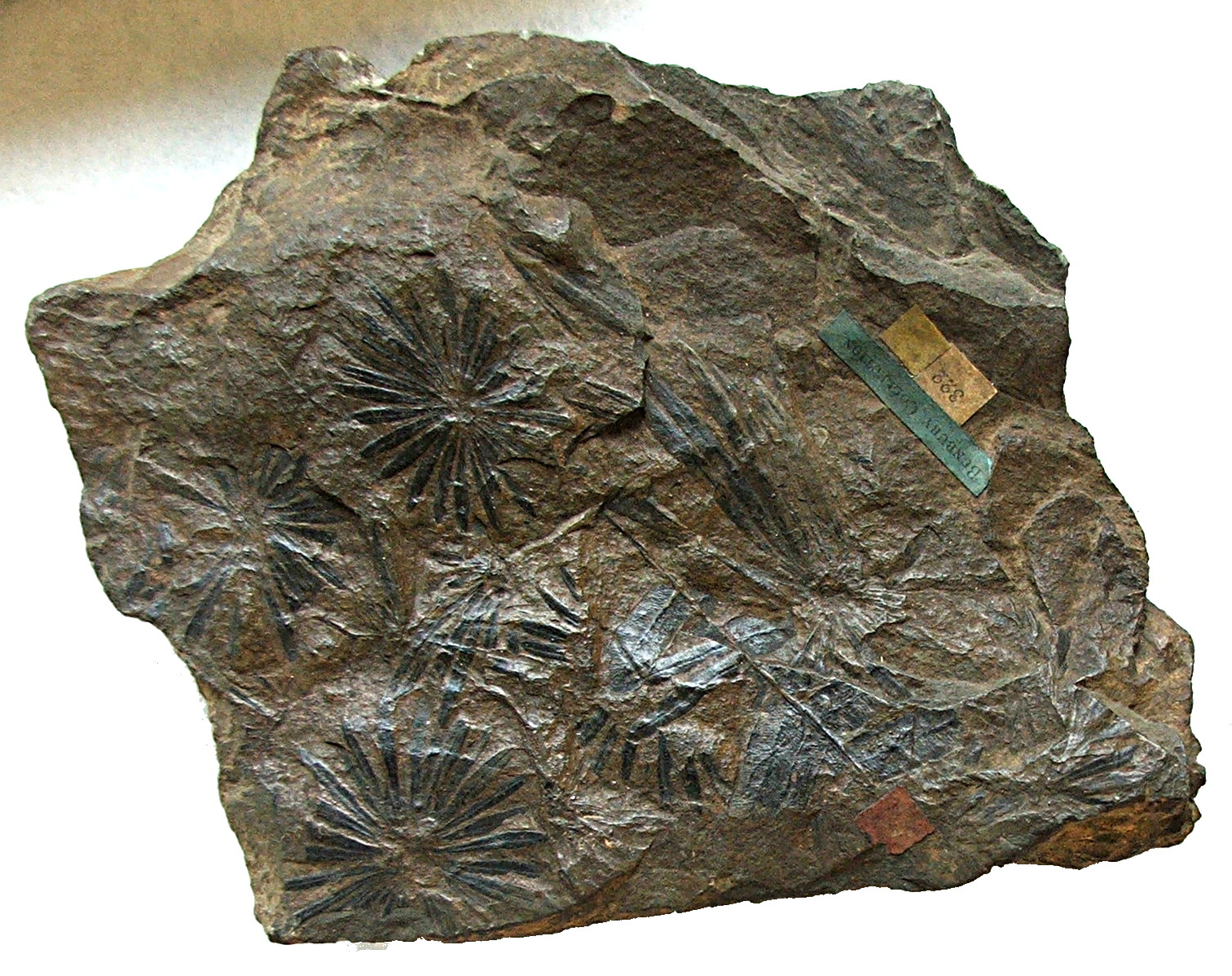
칼라미테스의 잎사귀 화석

칼라미테스속의 줄기는 다분히 구획화되어 있으며, 대나무를 닮은 본새에 수직으로 골이 나 있다. 가지와 잎, 소포자낭 전부 모여난다. 잎은 침엽이며, 25장 이상 모여난다.
줄기는 2차 목부를 생성하며, 이는 이들이 목본식물임을 뜻한다. 칼라미테스속의 형성층은 단면성이며, 가지 중심부로 2차 목부를 만들어내나, 2차 사부는 만들어지지 않는다.
현생 속새류의 줄기는 보통 구멍이 속이 비어있거나 길쭉한 형태의 수많은 기낭을 가진다.
칼라미테스는 줄기 및 가지가 나무 튜브관처럼 속이 비어있다. 이 줄기가 휘어지고 부러지면 전충물이 채워질 수 있다. 이는 칼라미테스 줄기 내부의 수질 주형이 매우 흔한 화석으로 나타나는 이유이다.

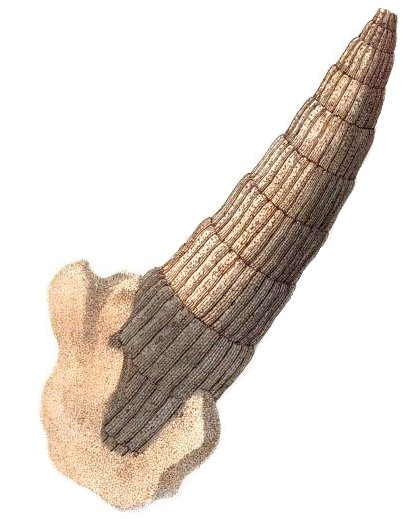
칼라미테스 수질주형 묘사도

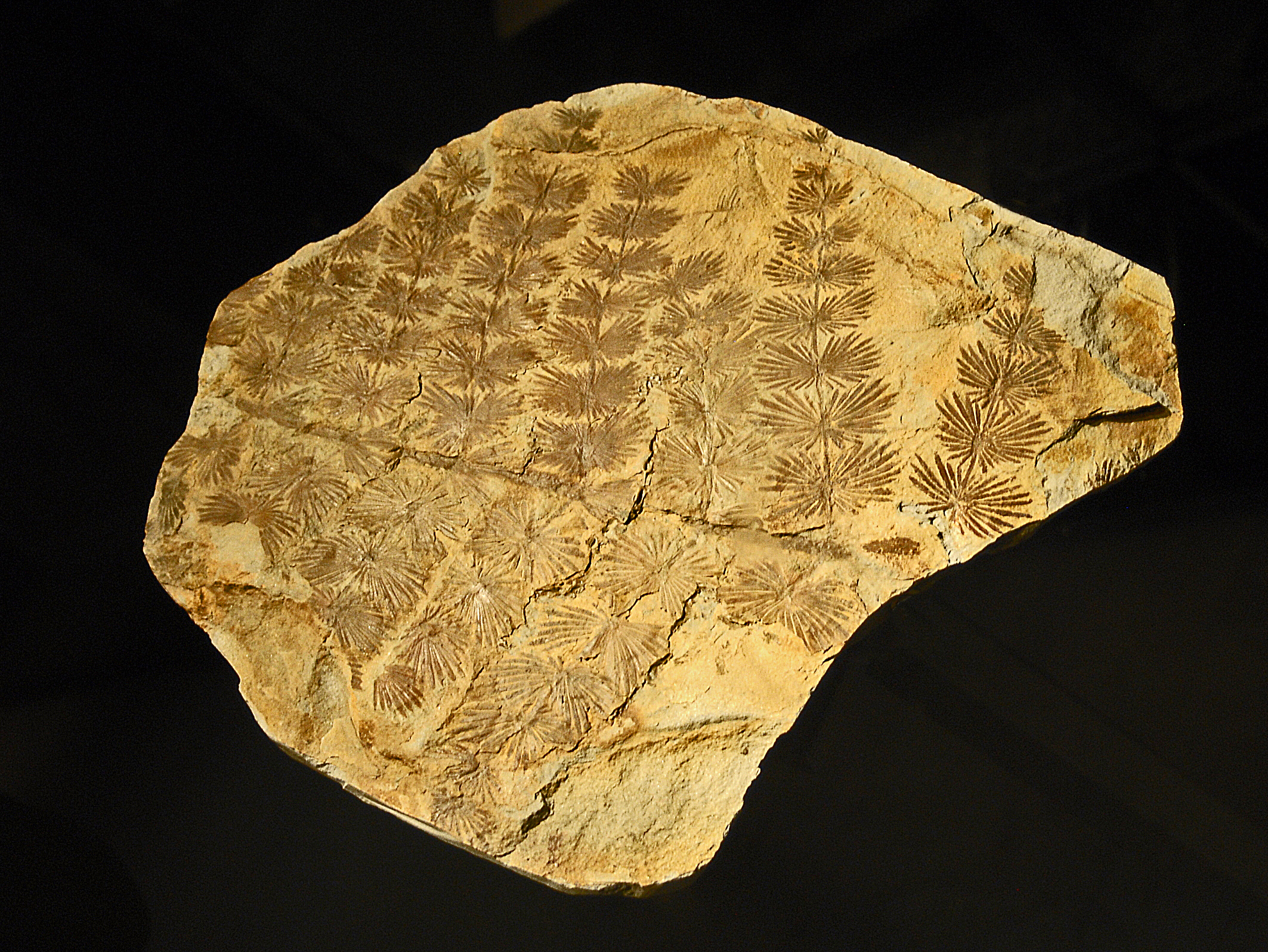
이탈리아 밀라노자연사박물관에 전시 중인 안눌라리아 스텔라타(Annularia stellata) 화석 표본
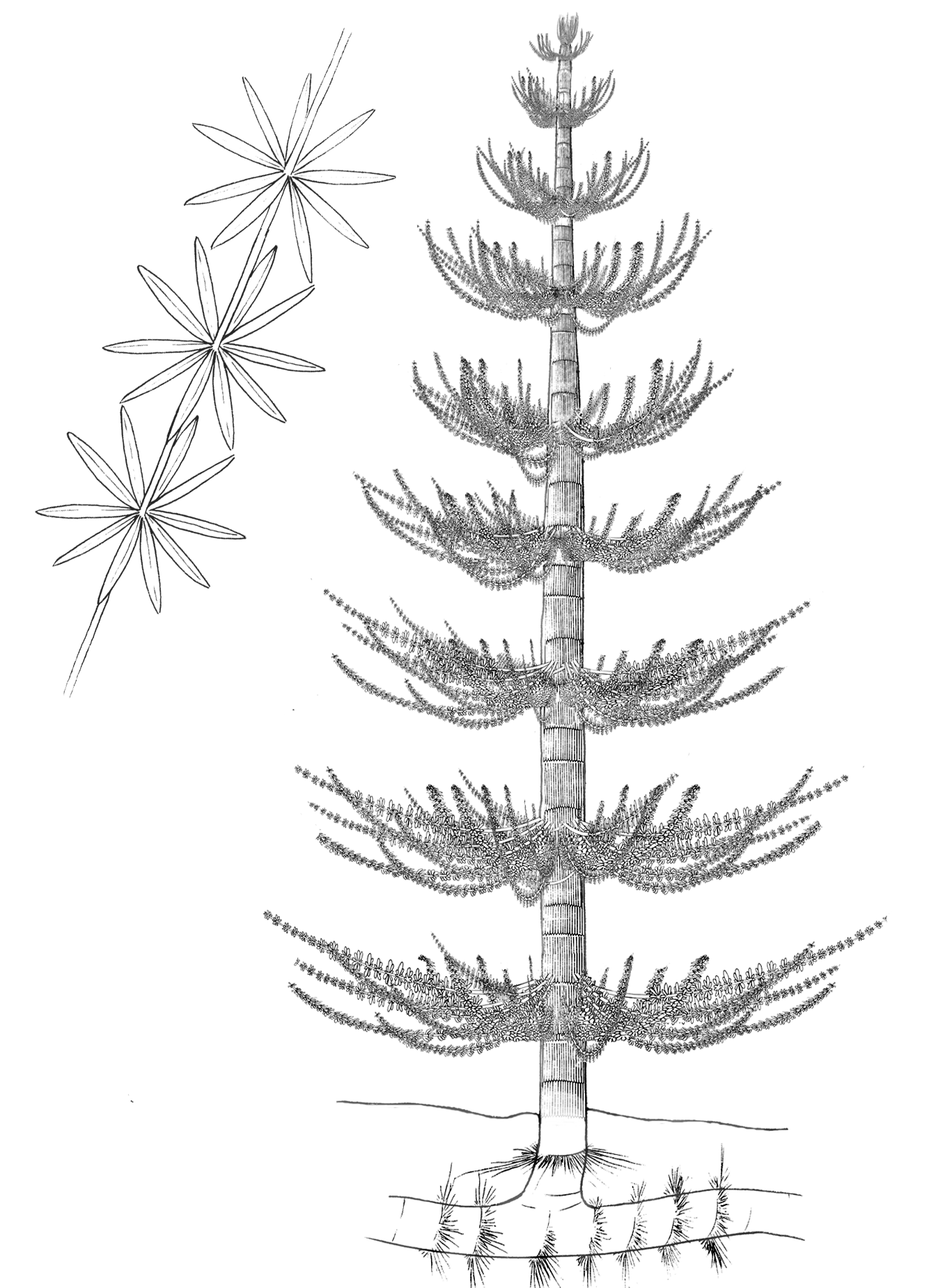
안눌라리아와 칼라미테스 나무의 복원도.